# Classe Rubin
La classe Rubin o Progetto 22460 Okhotnik (in cirillico: 22460 Охотник) è una classe di pattugliatori costieri di fabbricazione russa, sviluppate dal Severnoye PKB (Northern Design Bureau) negli anni 2000 ed entrate in servizio nei ranghi della Guardia costiera russa a partire dal 2009.
Progettate per navigare all'interno delle acque territoriali, sono in grado di compiere missioni di pattugliamento, scorta, monitoraggio ambientale e di ricerca e soccorso. Le unità di questa classe sono equipaggiate con un drone elicottero S-100 e sono armate di missili terra-aria a corto raggio e mitragliatrici per la neutralizzazione di piccoli obiettivi aerei e di superficie.
Al 2021, a partire da un requisito di 30 unità, ne risultano in servizio attivo 14 esemplari.

## Unità
| #  | Nome           | Impostata         | Varata           | Commissionata     | Flotta       | Stato  |
| -- | -------------- | ----------------- | ---------------- | ----------------- | ------------ | ------ |
| 1  | Rubin          | 3 settembre 2007  | 26 giugno 2009   | 13 novembre 2009  | del Mar Nero | Attivo |
| 2  | Brilliant      | 12 maggio 2010    | 25 novembre 2011 | 26 giugno 2012    | del Caspio   | Attivo |
| 3  | Zhemchug       | 22 dicembre 2010  | 21 aprile 2012   | 21 settembre 2012 | del Mar Nero | Attivo |
| 4  | Sapfir         | maggio 2012       | 6 agosto 2014    | 28 maggio 2015    | del Pacifico | Attivo |
| 5  | Izumrud        | 21 settembre 2012 | 14 agosto 2013   | 27 luglio 2014    | del Mar Nero | Attivo |
| 6  | Ametist        | 2012              | 24 marzo 2014    | 3 ottobre 2014    | del Mar Nero | Attivo |
| 7  | Korall         | novembre 2013     | 6 luglio 2015    | 25 gennaio 2016   | del Pacifico | Attivo |
| 8  | Provorny       | 27 giugno 2014    | 6 maggio 2016    | 11 novembre 2016  | del Mar Nero | Attivo |
| 9  | Nadejny        | 27 giugno 2014    | 26 maggio 2016   | 10 dicembre 2016  | del Baltico  | Attivo |
| 10 | Predanny       | 2014              | 7 aprile 2017    | 15 settembre 2017 | del Nord     | Attivo |
| 11 | Dozornyy       | 30 dicembre 2014  | 22 agosto 2017   | 21 giugno 2018    | del Pacifico | Attivo |
| 12 | Bditelny       | 2015              | 21 aprile 2017   | 13 ottobre 2017   | del Nord     | Attivo |
| 13 | Bezuprechny    | 24 maggio 2017    | 18 aprile 2018   | 10 ottobre 2018   | del Mar Nero | Attivo |
| 14 | Rasul Gamzatov | 9 settembre 2018  | 21 dicembre 2019 | 30 novembre 2021  | del Caspio   | Attivo |